# Earl of Newcastle
Earl of Newcastle(-upon-Tyne) war ein erblicher britischer Adelstitel, der zweimal in der Peerage of England verliehen wurde.

## Verleihungen und nachgeordnete Titel

### Erste Verleihung
Erstmals wurde der Titel am 17. Mai 1623 für Ludovic Stewart, 2. Duke of Lennox, geschaffen, gleichzeitig mit dem übergeordneten Titel Duke of Richmond. Ihm waren am 6. Oktober 1613 bereits die Titel Earl of Richmond und Baron of Setrington verliehen worden und er hatte 1583 beim Tod seines Vaters den 1581 für diesen geschaffenen Titel Duke of Lennox in der Peerage of Scotland nebst nachgeordneten Titeln geerbt. Als er bei seinem Tod am 16. Februar 1624 keine legitimen männlichen Erben hinterließ, erloschen die Titel der Verleihungen von 1623 und 1613.

### Zweite Verleihung
In zweiter Verleihung wurde der Titel am 7. März 1628 für William Cavendish, 1. Viscount Mansfield, neu geschaffen, zusammen mit dem nachgeordneten Titel Baron Cavendish of Bolsover in the County of Derby. Bereits am 3. November 1620 war er zum Viscount Mansfield, in the County of Nottingham, erhoben worden. Am 27. Oktober 1643 wurde er zudem zum Marquess of Newcastle on Tyne und am 16. März 1665 zum Duke of Newcastle upon Tyne, in the County of Northumberland, und Earl of Ogle, in the County of Northumberland, erhoben. Außerdem hatte er 1629 den Titel 9. Baron Ogle (geschaffen 1461) geerbt. Alle genannten Titel gehörten zur Peerage of England. Beim Tod seines Sohnes, des 2. Dukes, am 26. Juli 1691, fiel die Baronie Ogle in Abeyance, die anderen Titel erloschen.

## Liste der Earls of Newcastle-upon-Tyne

### Earls of Newcastle-upon-Tyne, erste Verleihung (1623)
- Ludovic Stewart, 2. Duke of Lennox, 1. Duke of Richmond, 1. Earl of Newcastle-upon-Tyne (1574–1624)

### Earls of Newcastle-upon-Tyne, zweite Verleihung (1628)
- William Cavendish, 1. Duke of Newcastle, 1. Earl of Newcastle-upon-Tyne (1592–1676)
- Henry Cavendish, 2. Duke of Newcastle, 2. Earl of Newcastle-upon-Tyne (1630–1691)